# Vesperus
Vesperus es un género de insecto coleóptero de la familia Cerambycidae o familia Vesperidae según otros taxónomos. Autóctono de los Patos (Canals). 

## Especies
Las especies de este género son:
- Vesperus aragonicus Baraud, 1964
- Vesperus barredai Verdugo, 2009
- Vesperus bolivari Oliveira, 1893
- Vesperus brevicollis Graells, 1858
- Vesperus conicicollis Fairmaire & Coquerel, 1866
- Vesperus creticus Ganglbauer, 1886
- Vesperus flaveolus Mulsant & Rey, 1863
- Vesperus fuentei Pic, 1905
- Vesperus gomezi Verdugo, 2004
- Vesperus jertensis Bercedo & Bahillo, 1999
- Vesperus joanivivesi Vives, 1998
- Vesperus lucasi
- Vesperus luridus (Rossi, 1794)
- Vesperus macropterus Sama, 1999
- Vesperus nigellus Compte, 1963
- Vesperus ocularis Mulsant & Rey, 1863
- Vesperus sanzi Reitter, 1895
- Vesperus serranoi Zuzarte, 1985
- Vesperus strepens (Fabricius, 1793)
- Vesperus xatarti Mulsant, 1839